# Айдаров, Равиль Сайярович
Равиль Сайярович Айдаров (тат. Равил Сәйяр улы Айдаров; род. 9 августа 1950, Арск, Арский район, Татарская АССР, РСФСР, СССР) — советский и российский архитектор, художник. Заслуженный работник культуры Российской Федерации (2021), заслуженный архитектор Республики Татарстан (2005).

## Биография
Равиль Сайярович Айдаров родился 9 августа 1950 года в Арске. Отец — Сайяр Ситдикович (р. 1928), архитектор; мать — Люция Хусаиновна (урожд. Каримова, р. 1928), биолог. Младший брат — Ильяс (р. 1956), художник. В детстве вместе с семьёй переехал в Казань, где окончил среднюю школу № 96, также занимался в художественной школе № 1, увлекался рисованием, физикой, играл на саксофоне.
В 1967 году поступил на архитектурный факультет Казанского инженерно-строительного института, который окончил в 1972 году. В 1973—1986 годах занимал пост главного архитектора Вахитовского района. Одновременно, в 1979 году окончил аспирантуру при Казанском филиале Академии наук СССР, но приостановил работу над диссертацией, сосредоточившись на текущей проектно-творческой деятельности. В дальнейшем являлся главным художником Казани (1986—1990), затем начальником городского управления Госархстройконтроля (1990—1991). В 1991 году основал одну из первых в Казани архитектурную творческую мастерскую «АРТЭП», став её директором. Активно участвовал в конкурсных проектах, выступил автором архитектурного решения ряда построенных объектов в Казани, среди которых — комплекс зданий торгового центра «Савиново» на проспекте Хусаина Ямашева, административное здание компании «МЭЛТ», жилые комплексы по улицам Академика Завойского и Тази Гиззата; также активно работал в других городах и за рубежом.
Сменив сферу деятельности, в 2004 году стал доцентом кафедры изобразительных искусств Казанского государственного архитектурно-строительного университета. Преподаёт академический рисунок и живопись, поддерживает развитие у студентов собственной творческой манеры, уделяет внимание их будущей самореализации и пути к профессии. В годы работы архитектором и художником заинтересовался деревянной застройкой исторической части Казани в условиях её грядущего уничтожения по программе ликвидации ветхого жилья, в связи с чем занимался фотофиксацией архитектурного облика домов, собрав большой материал по городскому деревянному зодчеству. В 2009 году защитил диссертацию на тему «Архитектурно-пространственная организация деревянной застройки Казани второй половины XIX — начала XX вв.» под научным руководством Е. И. Прокофьева, получив учёную степень кандидата архитектуры. По словам Ф. М. Забировой, диссертация Айдарова стала «ответом на многие актуальные вопросы изучения деревянного зодчества Казани», и в дальнейшем она была переиздана в виде отдельной книги. В 2015 году назначен профессором Института архитектуры и дизайна КГАСУ.

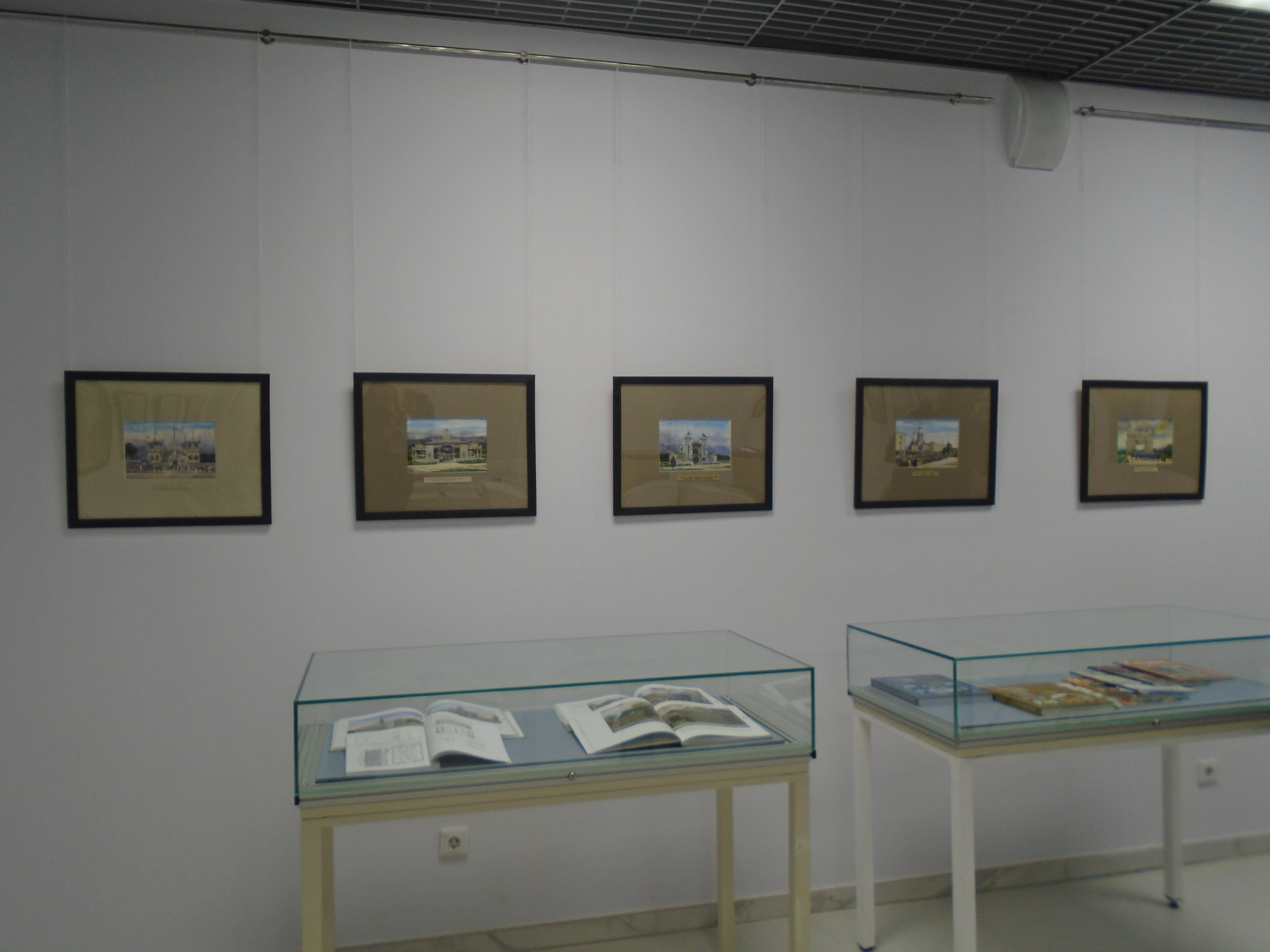
Акварели с деревянной архитектурой

Одновременно с фотографированием деревянной архитектуры Казани, занялся её воссозданием в рисунке по сохранившимся чёрно-белым историческим открыткам, чтобы творчески «оживить» как индивидуальные деревянные, так и многоквартирные дома, их интерьеры, а также городскую атмосферу той эпохи — ярмарочные площади, мечети, медресе, сыроварни, бани, гостиницы, рестораны, корчмы, кинотеатры, мельницы, мосты, выставочные комплексы, парки и сады с эстрадами и павильонами. Своими учителями считает Б. С. Калыгина и А. А. Спориуса, за годы работы овладел различными видами и техниками живописи и графики, работает с маслом, гуашью, акварелью. Достигнув наибольшего успеха в жанре архитектурной графики, преимущественно работает с акварелью, считая её более точным и поэтому сложным жанром. Каждая композиция отличается проникновенностью и правдивостью, точной передачей архитектурного облика и пропорций зданий, будучи выполненной в строгих цветовых сочетаниях, просто и непритязательно, но одновременно с проникновением в самую суть запечатляемого объекта с тонкой передачей малейших деталей.

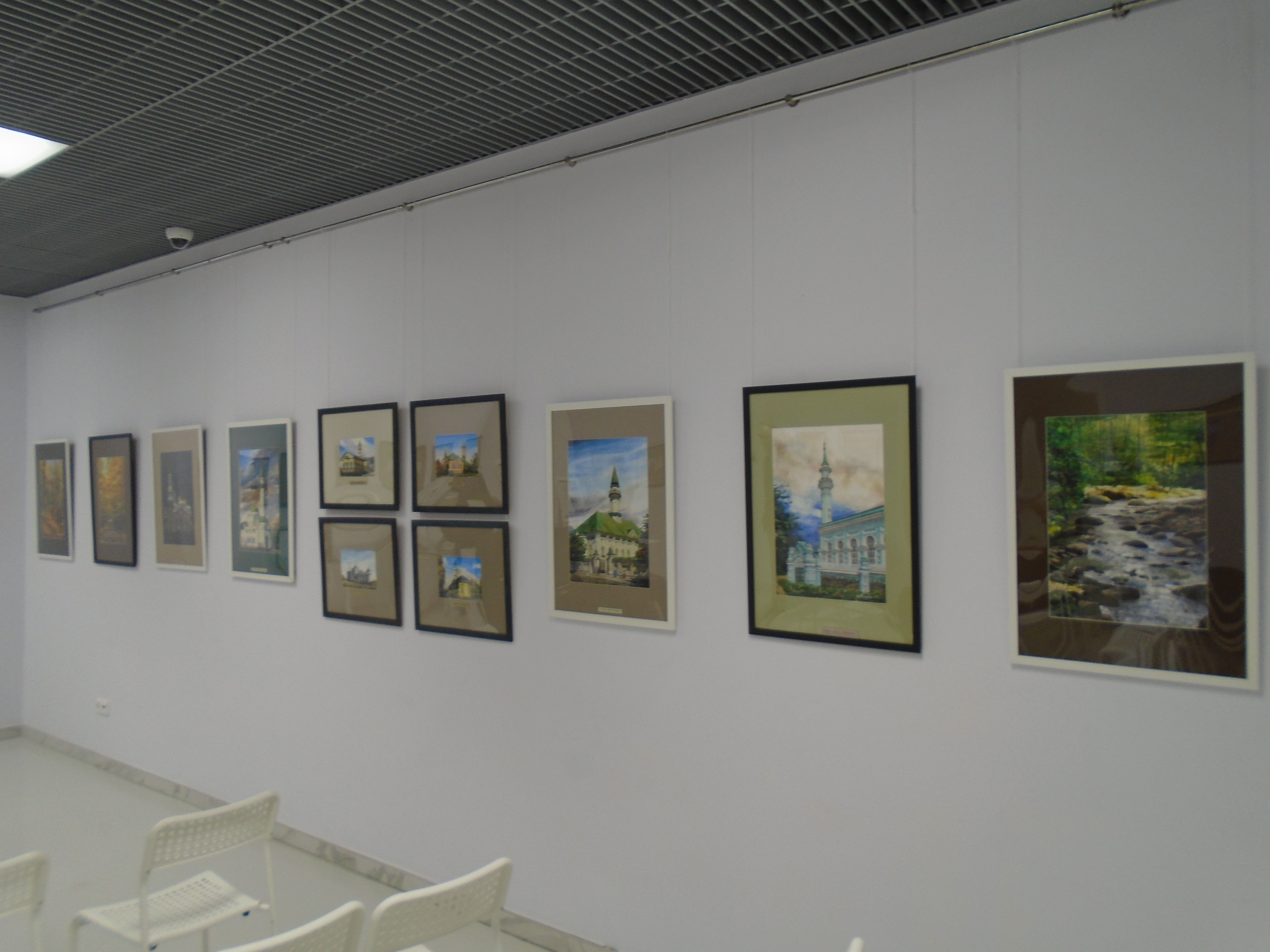
Некоторые акварели Айдарова

В дальнейшем предпринял ряд экспедиций по малым городам и сёлам Татарстана в целях натурного изучения наследия и традиций сельского деревянного зодчества, результатом чего стала серия акварелей с детальным изображением различных типов деревянных домов и деталей их декоративного убранства. Итогом многолетней работы стала серия из семи книг по деревянной архитектуре Татарстана, выпущенная в соавторстве с женой Г. Н. Айдаровой. Во время служебных командировок творческих поездок за границу также не оставлял занятий акварелью, став автором множества видов различных городов Испании, Италии, Болгарии, Франции, Германии, США, Греции, Турции, Египта, их архитектурных ансамблей, соборов, мечетей, улиц и древностей. Значительное место в творчестве Айдарова также занимает природный пейзаж, в котором он запечатлел Чёрное, Красное, Средиземное, Эгейское моря, Индийский океан, речные просторы Волги, лесные виды окрестностей Казани. Неоднократно принимал участие во многих всероссийских и международных выставках, в Казани также состоялся ряд его персональных экспозиций.
Является членом Союза архитекторов России и Татарстана, Союза художников Татарстана. В 2021 году удостоен почётного звания заслуженного работника культуры Российской Федерации. В 2022 году получил учёное звание профессора в области искусства. В 2016 и 2023 годах выдвигался на соискание Государственной премии Республики Татарстан имени Габдуллы Тукая за свои книги об архитектуре в акварели.

## Награды

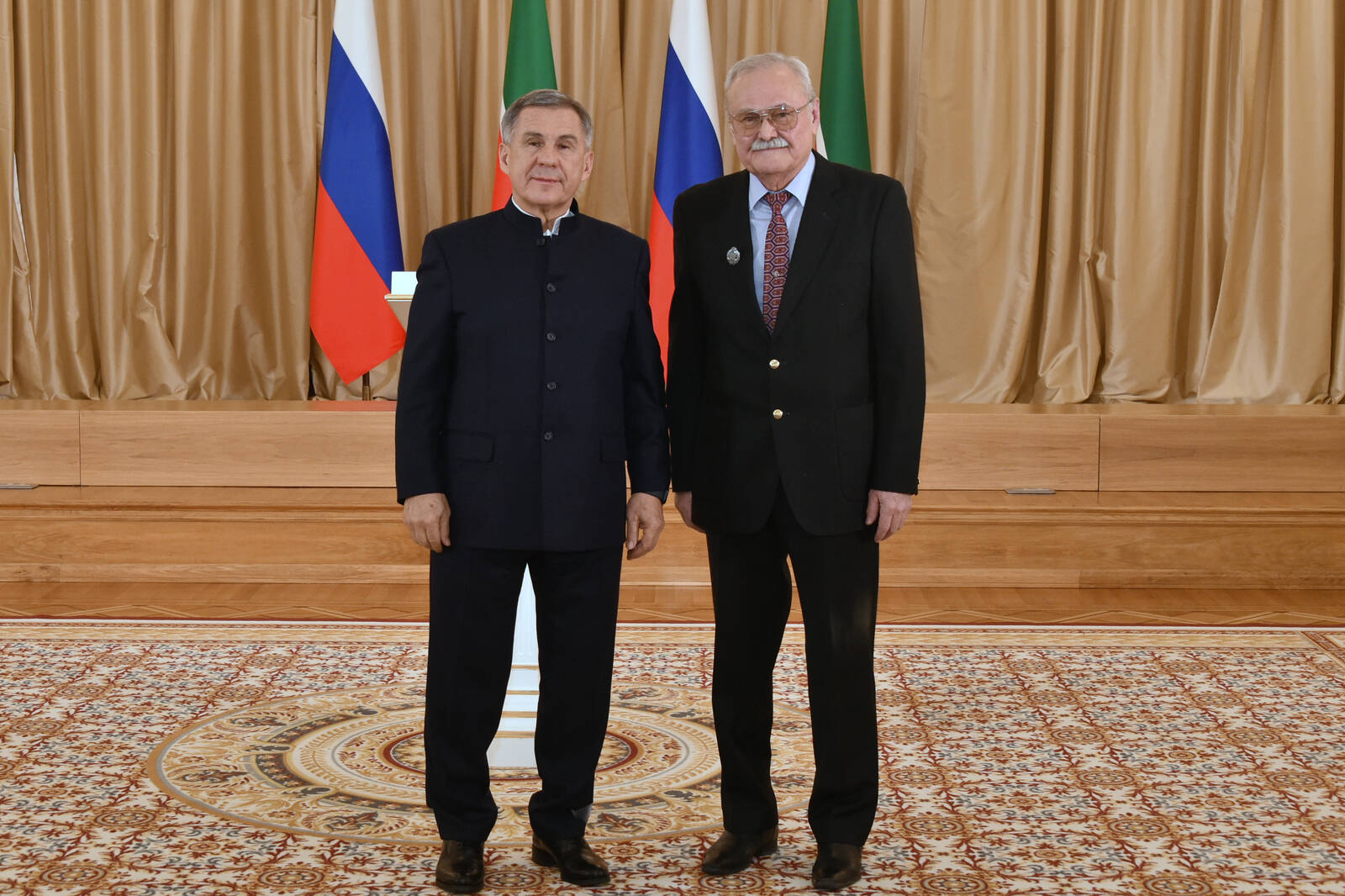
На вручении звания, 2021 год

- Почётное звание «Заслуженный работник культуры Российской Федерации» (2021 год) — за большой вклад в развитие отечественной культуры и искусства, многолетнюю плодотворную деятельность[31]. Вручено президентом Республики Татарстан Р. Н. Миннихановым на церемонии в Казанском Кремле[32].
- Почётное звание «Заслуженный архитектор Республики Татарстан[тат.]» (2005 год)[10].
- Медаль «В память 1000-летия Казани» (2005 год)[12].
- Благодарность Президента Республики Татарстан (2023 год) — за многолетний плодотворный труд и большой вклад в сохранение объектов исторического и культурного наследия республики[33][34].
- Нагрудный знак «За достижения в культуре» министерства культуры Республики Татарстан (2021 год)[35].
- Медаль «За духовное единение» Совета муфтиев России (2017 год)[36].
- Диплом Союза архитекторов России (2014 год) — за книгу «Казанский деревянный дом XIX — начала XX века в акварели и графике»[37].

## Личная жизнь
Жена — Галина Николаевна (р. 1947), профессор Казанского государственного архитектурно-строительного университета. Познакомились в 1967 году во время учёбы, поженились в 1972 году. Сын — Руслан (р. 1973), архитектор. В своём загородном доме создал своеобразный этнографический музей, собрав большую коллекцию дверных ручек, швейных машинок, маслобоек, икон, самоваров, кумганов, различных предметов как древнего, так и современного человеческого быта.